# 모조 (잡지)
《모조》(Mojo)는 이맵이 창간 및 간행, 2008년 1월부터 바우아에서 매달 간행되는 영국의 대중음악 잡지다. 잡지 《Q》의 성공 이후 창간사 이 맵은 급성장하는 고전 록 음악 관심 부활에 발을 맞춰 새로운 타이틀을 모색, 그 결과 《모조》의 첫 호가 1993년 10월 15일 발간되었다. 고전 록의 미학에 의거하여, 첫 호의 표지를 장식한 스타는 밥 딜런과 존 레논이었다. 대중 및 컬트 문화 모두의 심층적 보도는, 이후 《블렌더》 및 《언컷》과 같은 잡지에 영향을 준다. 찰스 셔 머레이, 그레일 마커스, 닉 켄트, 존 새비지 등 저명한 음악 평론가 글을 기고했다. 《모조》의 초대 편집장은 폴 두 노이어이며, 이후 맷 스노우, 폴 트린카, 팻 길버트 등의 후임이 뒤를 이었다.
비틀즈 및 밥 딜런으로 대표되는 고전 록 음악가에 대한 빈번한 보도로 비판받지만, 새로운 음악가 및 "특이한" 음악가의 소개도 이뤄진다. 《모조》는 잡지의 글과 주제에 부합하는 CD를 동봉하기도 한다. 2004년에는 모조 명예의 명단(Mojo Honours list)이 출범했는데, 독자와 평론가의 상이 통합된 시상식이다. 2010년 초 《모조》의 새로운 모회사 바우어는 전 사진작가 및 기자를 대상으로 새로운 계약을 일방적으로 강요, 배급사가 편집자에 대한 명예훼손 및 저작권 침해를 방지하기 위해 그들의 저작권 강탈 및 법적책임 부과를 시행했다. 《모조》, 바우어의 여타 음악 잡지, 《케랑!》, 《 Q 》의 200명의 사진작가 및 기자들은 신규 조항에 대한 반대 보도를 진행했다.